# Seegräben
Seegräben är en ort och kommun vid sjön Pfäffikersee i distriktet Hinwil i kantonen Zürich, Schweiz. Kommunen har 1 469 invånare (2023).
Kommunen består av orterna/ortsdelarna Seegräben, Aathal, Ottenhausen, Aretshalden, Wagenburg och Sack. 